# 新界區專線小巴84線
新界區專綫小巴84线，由棉記汽車旗下的冠升投資有限公司營辦，來往荃威花園及眾安街，來回程分別途經荃灣站及楊屋道街市（回程）。

## 歷史

### 開辦背景
早在1981年荃威花園落成入伙時，發展商委託承辦商開辦一條以私家小巴形式營運的住客穿梭巴士路線，來往荃威花園及眾安街，乘客需憑住戶證於管業處購買乘車票乘搭，不能在上車時才即場支付車資。及至1990年代，領有私家小巴牌照之屋苑早已意識到牌照並不容許向乘客收取車資，而紛紛改以「非專營巴士（居民服務）」（A06）形式繼續提供服務，唯包括荃威花園在內的少數屋苑未有回應運輸署的勸籲。
由於運輸署加強對非專營居民巴士的管制，荃威花園管業處於2013年6月張貼通告，指該路線營辦商現基有限公司接獲警務處交通部通知，指有關服務違反營運條件，故營辦商決定自2013年6月15日起暫停有關服務之運作，直至另行通知。不過立法會議員暨荃灣區議員田北辰於2013年6月19日與警方新界南總區交通部會晤後，指「法團通告與事實不符，警方從未作任何執法及拘捕行動，運輸署亦只發信予有關營辦商，指其違反私家小巴牌照要求，並無要求路線停運」。經該議員查證後，證實是營辦商自行停運該路線。
這條歷史悠久的私家小巴路線停辦，導致荃威花園居民被逼乘搭九巴39A、39M線，或步行往荃灣中心乘搭專綫小巴95或95M線往返荃灣市中心，令該等路線負荷加劇，成為該屋苑居民不滿交通不便的導火線，多個黨派的區議員及立法會議員亦紛紛要求當局開辦替代該居民小巴線的交通服務。
在荃灣區議會與當局多輪角力下，運輸署終於決定將該路線以專綫小巴營運，並於2014年6月6日將該線列入刊憲招標的6組共8條專綫小巴路線之一。最後該路線由冠升投資有限公司投得，編號為「84」，取道與停辦的私家小巴大致相同的路線往返荃威花園與荃灣市中心。

### 簡史
- 2014年6月6日：運輸署公開招標6組共8條專綫小巴新路線的經營權，此路線自成一組承投。[4]
- 2014年12月28日：84線投入服務。[5]
- 2017年1月1日：取消由營辦商提供的長者、學生及殘疾人士優惠票價，改為參與政府的長者及合資格殘疾人士公共交通票價優惠計劃。[6]

## 服務時間、班次及收費
此路線分別在每日上午6時正（眾安街開）和上午6時15分（荃威花園開）開始服務，而兩個方向終止服務的時間皆為下午11時正，而兩個方向的班次皆是約7至16分鐘一班。此路線全程收費$3.8，(希望加去到$4.8)並無任何分段收費。

## 行車路線
- 往眾安街，途經：荃景圍、安賢街、沙咀道、大涌道、青山公路－荃灣段、西樓角路、大河道、荃灣街市街、川龍街、兆和街及眾安街
- 往荃威花園，途經：眾安街、楊屋道、大河道、沙咀道及荃景圍

| 荃威花園開 | 荃威花園開       | 荃威花園開       | 眾安街開 | 眾安街開         | 眾安街開         |
| 序號       | 車站名稱         | 位置             | 序號     | 車站名稱         | 位置             |
| ---------- | ---------------- | ---------------- | -------- | ---------------- | ---------------- |
| 1          | 荃威花園巴士總站 | 荃威花園巴士總站 | 1        | 眾安街           | 眾安街           |
| 2          | 荃景圍街市       | 荃景圍           | 2        | 川龍街           | 眾安街           |
| 3          | 聖母領報堂       | 安賢街           | 3        | 河背街           | 眾安街           |
| 4          | 大涌道福來邨     | 大涌道           | 4        | 楊屋道街市       | 楊屋道           |
| 5          | 愉景新城         | 青山公路－荃灣段 | 5        | 荃德花園         | 荃景圍           |
| 6          | 荃灣站           | 西樓角路         | 6        | 家興大廈         | 荃景圍           |
| 7          | 兆和街           | 兆和街           | 7        | 荃灣港安醫院     | 荃景圍           |
| 8          | 眾安街           | 眾安街           | 8        | 荃威花園巴士總站 | 荃威花園巴士總站 |